# Beruniy

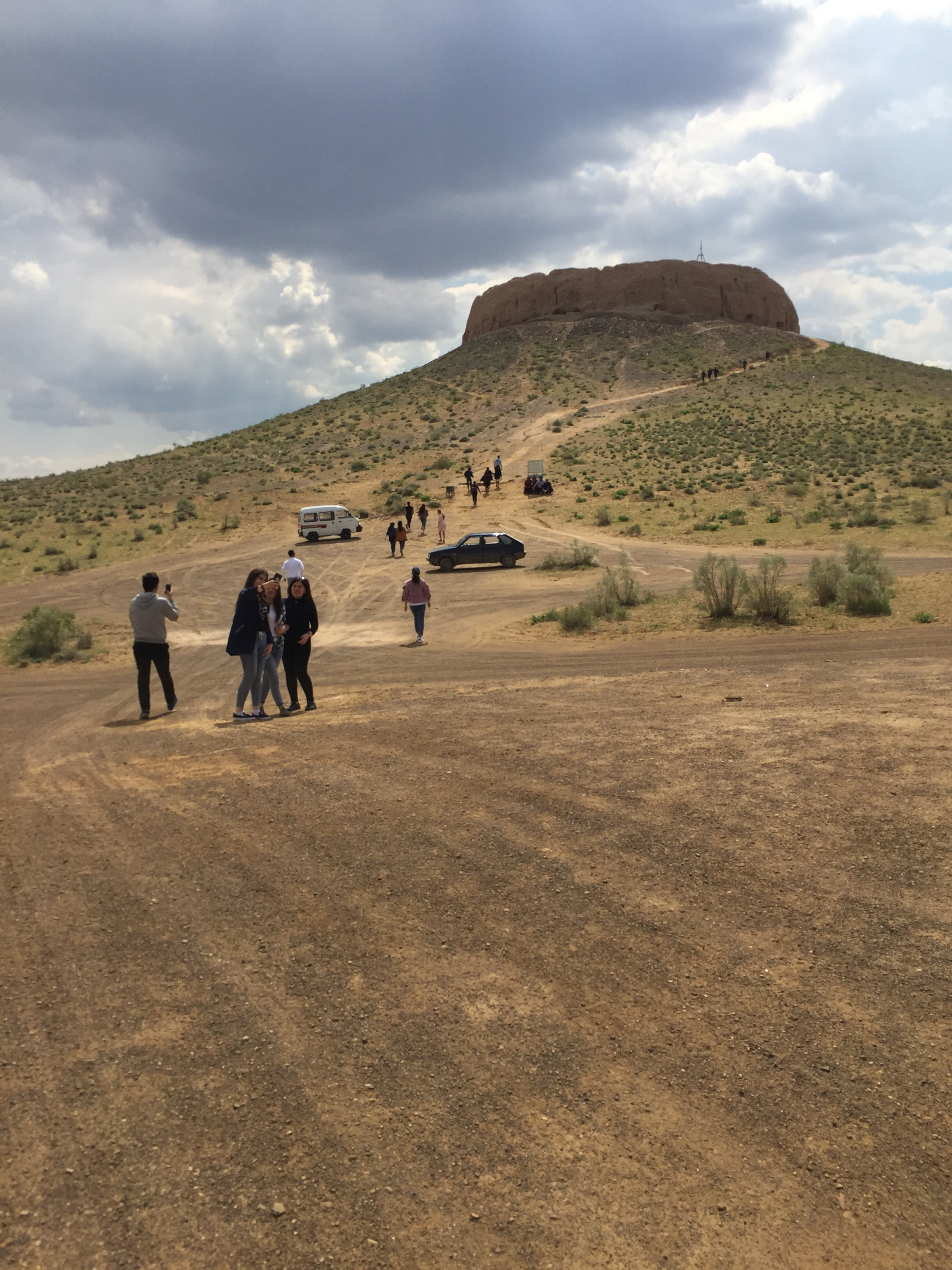
Die Shilpiq-Festung (Shilpiq Kala) liegt zwischen Nukus und Beruniy in Karakalpakstan

Beruniy (karakalpakisch: Biruniy) ist Hauptstadt des gleichnamigen Distriktes in der autonomen Republik Karakalpakistan im zentralasiatischen Usbekistan. Die Stadt Beruniy selbst, gelegen auf 87 m Seehöhe, ist republikunmittelbar und hat laut einer aktuellen Schätzung etwa 66.090 Einwohner. Die letzte Volkszählung ergab 1989 37.800 Einwohner.
Beruniy liegt am rechten Ufer des Amudarja, etwa 20 km nordöstlich von Urganch. Bis 1958 trug die Stadt den Namen Шаббаз Shabbaz, nun ist sie nach dem persischen Gelehrten al-Bīrūnī benannt, der im Bereich des heutigen Beruniy im Jahr 973 in der damaligen Stadt Kath geboren wurde. Den Status einer Stadt erhielt Beruniy 1962.